# Осоро Сьерра, Карлос
Карлос Осора Сьерра (исп. Carlos Osoro Sierra; род. 16 мая 1945, Кастаньеда, Испания) — испанский кардинал. Епископ Оренсе с 27 декабря 1996 по 7 января 2002 год. Архиепископ Овьедо с 7 января 2002 по 8 января 2009 год. Апостольский администратор Сантандера с 23 сентября 2006 по 27 июля 2007 год. Апостольский администратор Овьедо с 8 января по 21 ноября 2009 год. Архиепископ Валенсии с 8 января 2009 по 28 августа 2014 год. Архиепископ Мадрида с 28 августа 2014 по 12 июня 2023 год. Вице-председатель испанской епископской конференции с 12 марта 2014 по 13 марта 2017 год и с 3 марта 2020 года. Кардинал-священник с титулярной церковью Санта-Мария-ин-Трастевере с 19 ноября 2016 года.